# Vizcaínos
Vizcaínos (oder auch Vizcaínos de la Sierra) ist eine kleine Gemeinde (municipio) mit 40 Einwohnern (Stand: 2024) in der nordspanischen Provinz Burgos in der Autonomen Gemeinschaft Kastilien-León. Die Kirche San Martín de Tours gehört zu den herausragenden romanischen Kirchenbauten im Norden Spaniens und ist als Kulturgut (Bien de Interés Cultural) anerkannt.

## Lage und Klima
Vizcaínos liegt im Herzen der Sierra de la Demanda in einer Höhe von etwa 1020 m. Die Provinzhauptstadt Burgos ist knapp 60 km in nordwestlicher Richtung entfernt; die nächstgelegene Stadt ist das etwa 18 km südlich gelegene Salas de los Infantes. In den umliegenden Bergen entspringen mehrere Bäche, die sich in der Umgebung von Vizcaínos zum Río Pedroso, einem Nebenfluss des Río Arlanza, vereinen. Das Klima im Winter ist rau, im Sommer dagegen gemäßigt und warm; der für spanische Verhältnisse ausreichende Regen (ca. 590 mm/Jahr) fällt überwiegend im Winterhalbjahr.

## Bevölkerungsentwicklung
| Jahr      | 1857 | 1900 | 1950 | 2000 | 2017 |
| Einwohner | 192  | 212  | 115  | 67   | 41   |

Die Mechanisierung der Landwirtschaft und der daraus resultierende Verlust an Arbeitsplätzen führten seit den 1950er Jahren zu einer Abwanderung eines Großteils der Bevölkerung in die Städte (Landflucht). Die Gemeinde gehört heute zur bevölkerungsarmen Serranía Celtibérica.

## Wirtschaft
Wie die Bewohner der meisten Bergorte im Norden Spaniens, so lebten auch die Vizcaínos jahrhundertelang als Selbstversorger von der Viehzucht (Schafe und Ziegen) und von ein wenig Ackerbau (Gerste und Weizen). Aus der Milch der Tiere wurde ein haltbarer Käse hergestellt, der sich manchmal auf den Märkten der weit entfernten Städte verkaufen ließ. Ähnliches gilt für die Schafswolle, die jedoch auch für die Herstellung der eigenen Kleidung benötigt wurde; aus den Ziegenhaaren wurden Seile etc. geflochten.
Mittlerweile spielen der Tages- und Wochenendtourismus sowie die Vermietung von Ferienhäusern (casas rurales) eine bedeutende Rolle im Wirtschaftsleben des Ortes.

## Geschichte
Die erste urkundliche Erwähnung des Ortes unter dem Namen Beskafinos (= „Basken“) stammt aus dem Jahr 974; es ist die Zeit der Wiederbesiedlung (repoblación) der – nach der Eroberung (conquista) durch die Mauren – weitgehend menschenleeren Gebiete im Norden der Iberischen Halbinsel. Im Mittelalter gehörte der Ort zeitweise zum Kloster San Cosme y San Damián in Covarrubias, später dann zu den Klöstern San Pedro de Arlanza und Santo Domingo de Silos.

## Sehenswürdigkeiten

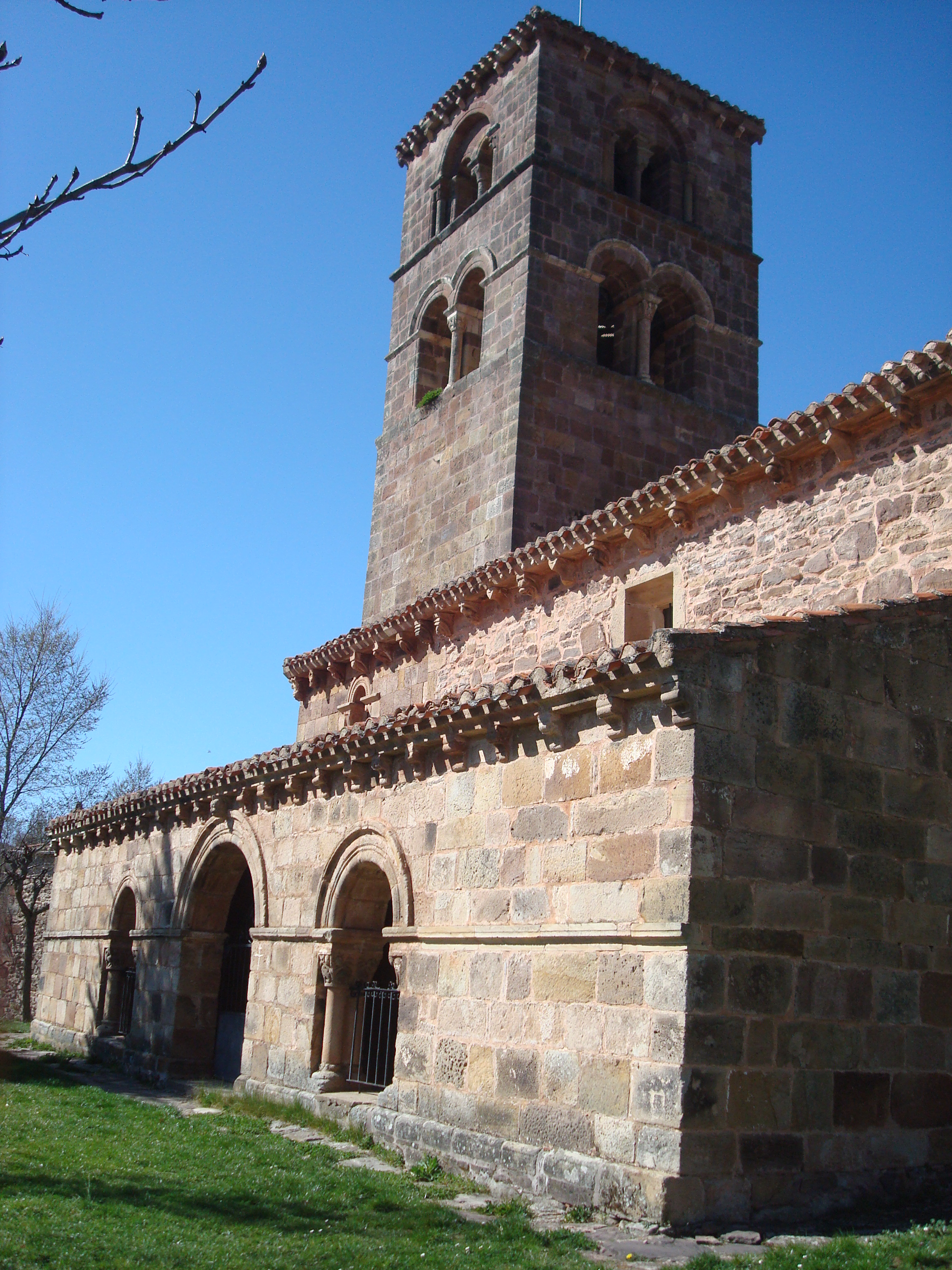
Iglesia de San Martín de Tours

- Die dem 12. Jahrhundert zuzuordnende romanische Pfarrkirche (Iglesia de San Martín de Tours) beeindruckt vor allem durch ihren hochaufragenden Westturm und durch ihre Südvorhalle (galería porticada). Während das Kirchenschiff aus Bruchsteinen errichtet ist, sind die Apsis, der Glockenturm (campanario) und die Vorhalle aus exakt behauenen Steinen gemauert, was eine geringfügig spätere Datierung beider Teile wahrscheinlich macht. Die Vorhalle hat lediglich drei Öffnungen – ein Mittelportal und zwei seitliche Arkaden, deren profilierte Rundbögen von Doppelsäulen mit hervorragend erhaltenen romanischen Kapitellen abgefangen werden. Unterhalb der Dachtraufen von Vorhalle und Kirche verlaufen zwei figürliche Konsolenfriese mit menschlichen Köpfen und Tierdarstellungen. Die beiden durch Gesimse voneinander getrennten und durch Doppelarkaden geöffneten Turmgeschosse unterscheiden sich vor allem durch die auf eingestellten Säulchen ruhenden Überfangbögen im Obergeschoss. Das eigentliche Eingangsportal ist durch die Vorhalle geschützt; es tritt leicht aus der Außenwand der Kirche hervor und besteht aus mehreren profilierten Archivoltenbögen, die auf ornamentierten Kämpferplatten aufliegen, die ihrerseits wiederum von perfekt erhalten Kapitellen getragen werden. Das Innere der Kirche ist tonnengewölbt; es enthält – neben dem auf zwei Säulen mit wiederverwendeten Kapitellen (Spolien) ruhenden Altar – ein muschelartig geripptes und von einem Blattrankenfries umzogenes romanisches Taufbecken (pila bautismal) sowie ein Altarretabel (retablo) aus der Renaissance an der Südwand.[5][6]
- Die etwa 500 m außerhalb des Ortes gelegene Einsiedlerkirche (Ermita de San Jorge) stammt aus dem 15. Jahrhundert.